# هلشتاین فریزن

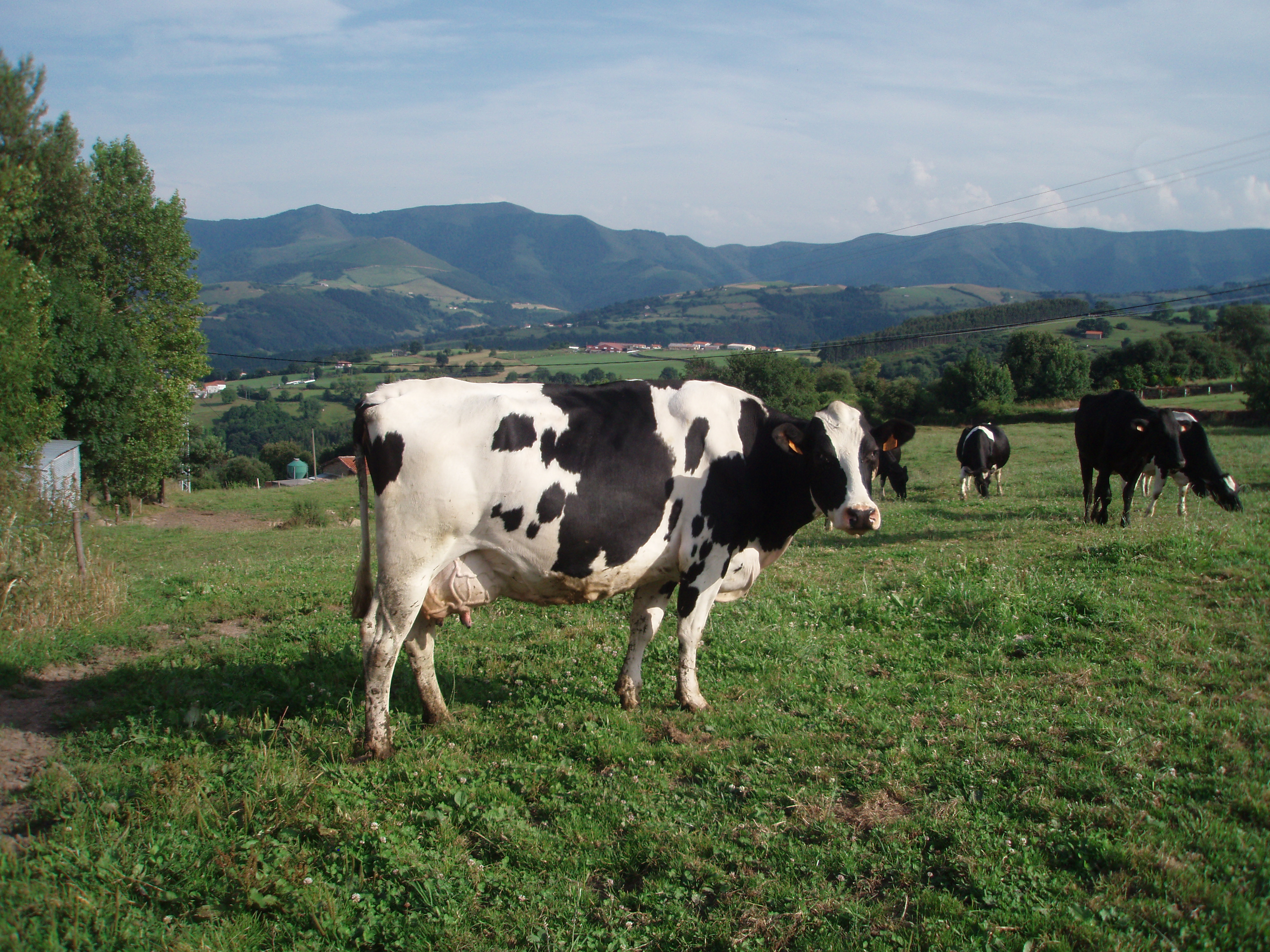
هلشتاین فریزن (انگلیسی: Holstein Friesian cattle) (که در آمریکای شمالی با نام اختصاری هلشتاین و در انگلستان و ایرلند با نام فریزن شناخته می‌شود) یکی از نژادهای پرورشی گاو شیری است

هلشتاین فریزن (انگلیسی: Holstein Friesian cattle) (که در آمریکای شمالی با نام اختصاری هلشتاین و در انگلستان و ایرلند با نام فریزن شناخته می‌شود) یکی از نژادهای پرورشی گاو شیری است که منشأ آن تقریبا به 2000 سال قبل به هلند شمالی و فریسلاند و شلسویگ-هولشتاین در آلمان شمالی برمی‌گردد. این نژاد گاو بالاترین میزان تولید شیر در میان کل حیوانات شیرده جهان را دارا می‌باشد.
نژاد هلشتاین فریزن نتیجهٔ تلاش دامداران هلندی و آلمانی است که به دنبال دستیابی به گاوهایی بودند که بتوانند بیشترین استفاده را از علوفه مصرفی داشته باشند. با رشد جمعیت جهان، این نژاد، به منظور توسعهٔ بازارهای تولید شیر، از هلند به آمریکای شمالی و جنوبی وارد شد. در گذشته در شمال اروپا، از این نژاد برای شیردهی و در جنوب اروپا برای مصرف گوشت استفاده می‌شد. از سال ۱۹۴۵، توسعهٔ پرورش گاو به خصوص گاوهای شیری در اروپا بسیار مورد توجه است. این نژاد گاو به طور میانگین، سالانه ۱۱۶۴۶ لیتر شیر تولید می کند. حدود 3.7 درصد از شیر تولیدی شامل چربی و 3.1 درصد از شیر این گاو حاوی پروتئین می باشد. مشخص شده است هلشتاین هایی که سه بار در روز دوشیده می شوند بیش از ۳۲۶۵۸ کیلوگرم شیر در ۳۶۵ روز تولید می کنند. وزن گوساله در هنگام تولد بین 40-50 کیلوگرم و وزن گاو بالغ بین 680 تا 770 کیلوگرم است. طول دوره بارداری در این نژاد حدود 9 ماه و نیم بوده و رنگ پوست این گاو سیاه و سفید یا قرمز (قهوه ای) و سفید و در مواردی رنگی مشابه آبی نیز مشاهده شده.
نژادهای اصیل هلندی این گاو با نژادهایی که در ایالات متحده آمریکا پرورش یافته‌اند، بسیار متفاوت می‌باشند. نژادهای هلندی، گاوهایی دو منظوره هستند که هم برای شیردهی و هم برای تولید محصولات گوشتی مورد استفاده قرار می‌گیرند؛ در حالیکه نژادهایی که در آمریکا پرورش یافته‌اند، فقط برای شیردهی استفاده می‌شوند. این مساله باعث ایجاد گاوهایی تحت عنوان «سوپر هلشتاین» شده‌است که توانایی تولید ۶۰–۸۰ کیلوگرم شیر در روز را دارند.
به گاوهایی از این نژاد که در آمریکا برای تولید شیر اختصاصی شده‌اند، «هلشتاین» می‌گویند و برای گاوهای اصیل اروپایی که دو منظوره هستند، واژهٔ «فریزن» استفاده می‌شود. همچنین دامداران، گاوهای آمریکایی را با گاوهای اروپایی آمیزش دادند. به این گاوهایی که نتیجهٔ زادگیری بین این دو هستند، «هلشتاین-فریزن» گفته می‌شود.

## گاو هلشتاین در ایران
منابع موثقی در رابطه با ورود هلشتاین به ایران در دسترس نیست ولی بنا به اظهارات متولیان این صنعت پیش بینی شده است که اوایل سال ۱۳۲۰ گاوهای هلشتاین به شکل دام های نر جهت افزایش تولید شیر با برنامه های آمیخته گری وارد کشور شدند و متعاقبا به صورت تلیسه های آبستن در قالب پرورش گاوداری های صنعتی خرده پایی در استان های کشور توزیع شده اند.
بر اساس نتایج مرکز آمار ایران در سال ۱۳۹۹، تعداد ۱.۴۸ میلیون راس گاو و گوساله اصیل و ۱.۹۳ میلیون راس گاو و گوساله آمیخته در بهره برداری های سراسر کشور وجود دارد و از این تعداد، نژاد هلشتاین تقریبا ۸۵ درصد را به خود اختصاص داده است.